# Римняк
Римняк (хорв. Rimnjak) — населений пункт у Хорватії, в Істрійській жупанії у складі міста Бузет.

## Населення
Населення за даними перепису 2011 року становило 19 осіб.
Динаміка чисельності населення поселення:

## Клімат
Середня річна температура становить 12,97 °C, середня максимальна – 26,58 °C, а середня мінімальна – -1,57 °C. Середня річна кількість опадів – 1106 мм.
| Клімат поселення                              | Клімат поселення | Клімат поселення | Клімат поселення | Клімат поселення | Клімат поселення | Клімат поселення | Клімат поселення | Клімат поселення | Клімат поселення | Клімат поселення | Клімат поселення | Клімат поселення | Клімат поселення |
| Показник                                      | Січ.             | Лют.             | Бер.             | Квіт.            | Трав.            | Черв.            | Лип.             | Серп.            | Вер.             | Жовт.            | Лист.            | Груд.            |                  |
| Середній максимум, °C                         | 9,94             | 10,90            | 13,89            | 17,19            | 22,17            | 26,18            | 26,58            | 25,92            | 21,82            | 17,07            | 12,16            | 8,90             |                  |
| Середня температура, °C                       | 4,18             | 5,16             | 8,15             | 11,43            | 16,41            | 20,43            | 22,81            | 22,16            | 18,06            | 13,31            | 8,40             | 5,14             |                  |
| Середній мінімум, °C                          | −1,57            | −0,59            | 2,39             | 5,66             | 10,66            | 14,67            | 19,04            | 18,40            | 14,29            | 9,54             | 4,64             | 1,38             |                  |
| Норма опадів, мм                              | 82               | 66               | 81               | 89               | 81               | 94               | 65               | 94               | 99               | 126              | 125              | 104              |                  |
| Середньомісячна швидкість вітру, м/с          | 1.45             | 1.74             | 1.98             | 2.03             | 1.84             | 1.76             | 1.74             | 1.65             | 1.55             | 1.64             | 1.66             | 1.57             |                  |
| Середньомісячна сонячна радіація, кДж/м²·день | 4441             | 7310             | 10573            | 14901            | 19047            | 20733            | 21785            | 18732            | 13926            | 8907             | 4896             | 3698             |                  |
| --------------------------------------------- | ---------------- | ---------------- | ---------------- | ---------------- | ---------------- | ---------------- | ---------------- | ---------------- | ---------------- | ---------------- | ---------------- | ---------------- | ---------------- |
| Джерело:                                      |                  |                  |                  |                  |                  |                  |                  |                  |                  |                  |                  |                  |                  |